# Washingtoner Artenschutzübereinkommen
Die Convention on International Trade in Endangered Species of Wild Fauna and Flora (kurz CITES, deutsch Übereinkommen über den internationalen Handel mit gefährdeten Arten freilebender Tiere und Pflanzen) ist eine internationale Konvention, die einen den internationalen Handel mit den in ihren Anhängen gelisteten Tieren und Pflanzen verbietet oder einschränkt, wenn dieser nicht nachhaltig ist. Die Konvention wird nach dem Ort der Erstunterzeichnung am 3. März 1973 in Washington, D.C. auch Washingtoner Artenschutzübereinkommen (WA) genannt. CITES greift nicht in die Souveränität eines Staates ein, d. h. die rechtliche Umsetzung und der Vollzug obliegen jedem Mitgliedstaat.
Anfang 2025 regelte das Abkommen den Handel mit Wildtieren, die insgesamt 6.600 Tierarten angehören, sowie den kommerziellen Handel mit über 34.000 Pflanzenarten.
Das Sekretariat von CITES hat seinen Sitz in Genf, es wird von UNEP, dem Umweltprogramm der Vereinten Nationen, bereitgestellt.

## Geschichte

CITES-Teilnehmerstaaten

Eine Vorgänger-Konvention, das Londoner Artenschutzabkommen von 1933, das von neun Staaten unterzeichnet worden war, bezog sich hauptsächlich auf Großwildarten Afrikas (insgesamt 42 Arten). 1960 wurde von der IUCN in der siebten Generalversammlung gefordert, dass alle Staaten Importbestimmungen für gefährdete Pflanzen und Tiere in Abstimmung mit den Exportbestimmungen der Ursprungsländer erlassen sollen, um die Gefährdung von Arten durch den Handel zu minimieren. Dies wurde von den Staaten als zu komplex abgelehnt. Als Alternative wurde 1964 eine Konvention mit internationalen Genehmigungsstandards vorgeschlagen, von dieser Resolution leitet sich auch der Name von CITES ab. 1971 war der Text, nach mehreren Entwürfen, so weit überarbeitet, dass 39 Regierungen und 18 Nichtregierungsorganisationen (NGO) der Unterzeichnung zustimmten. Die Stockholmer Umweltkonferenz von 1972 trug weiter zur Realisierung bei und die USA luden zur Gründungskonferenz ein, der 80 Staaten beiwohnten.
Das am 3. März 1973 unterzeichnete Übereinkommen von Washington trat für die ersten Mitgliedsländer am 1. Juli 1975 in Kraft. Die ersten fünf Länder, die das Abkommen ratifiziert haben, waren die USA, Nigeria, die Schweiz, Tunesien und Schweden. Das erste Land aus der Europäischen Gemeinschaft (EG), das das Abkommen ratifizierte, war die Bundesrepublik Deutschland, und zwar zum 20. Juni 1976. Die DDR hatte bereits ein halbes Jahr zuvor unterzeichnet. Am 2. Januar 2025 ist das Übereinkommen für das nun 185. Mitglied Turkmenistan in Kraft getreten.
Das Abkommen wurde zweimal erweitert, diese Änderungen gelten nur für Staaten, die diese akzeptieren oder nach dem Inkrafttreten der Änderungen beigetreten sind. Am 22. Juni 1979 wurde in Bonn die Erweiterung des Artikels XI vorgeschlagen (Bonn amendment), die die Annahmen von Finanzierungsmaßnahmen ermöglicht. Das Bonn amendment wurde 1987 von ausreichend Mitgliedsstaaten unterzeichnet und bisher (Stand November 2022) von 150 von 183 Mitgliedsländern akzeptiert. Am 30. April 1983 wurde in Gaborone die Erweiterung des Artikels XXI beschlossen (Gaborone amendment), die es regionalen Zusammenschlüssen von Nationalstaaten (wie z. B. der EU) erlaubt, der Konvention beizutreten. Die Erweiterung trat am 23. November 2013 in Kraft, die Europäische Union ist CITES am 9. April 2015 beigetreten.
Mit der Resolution A/RES 68/205 erklärte die 68. Tagung der Generalversammlung der Vereinten Nationen (UNGA) am 20. Dezember 2013 den 3. März zum internationalen Tag des Artenschutzes, der seit 2014 weltweit begangen wird.

## Regelungsgehalt

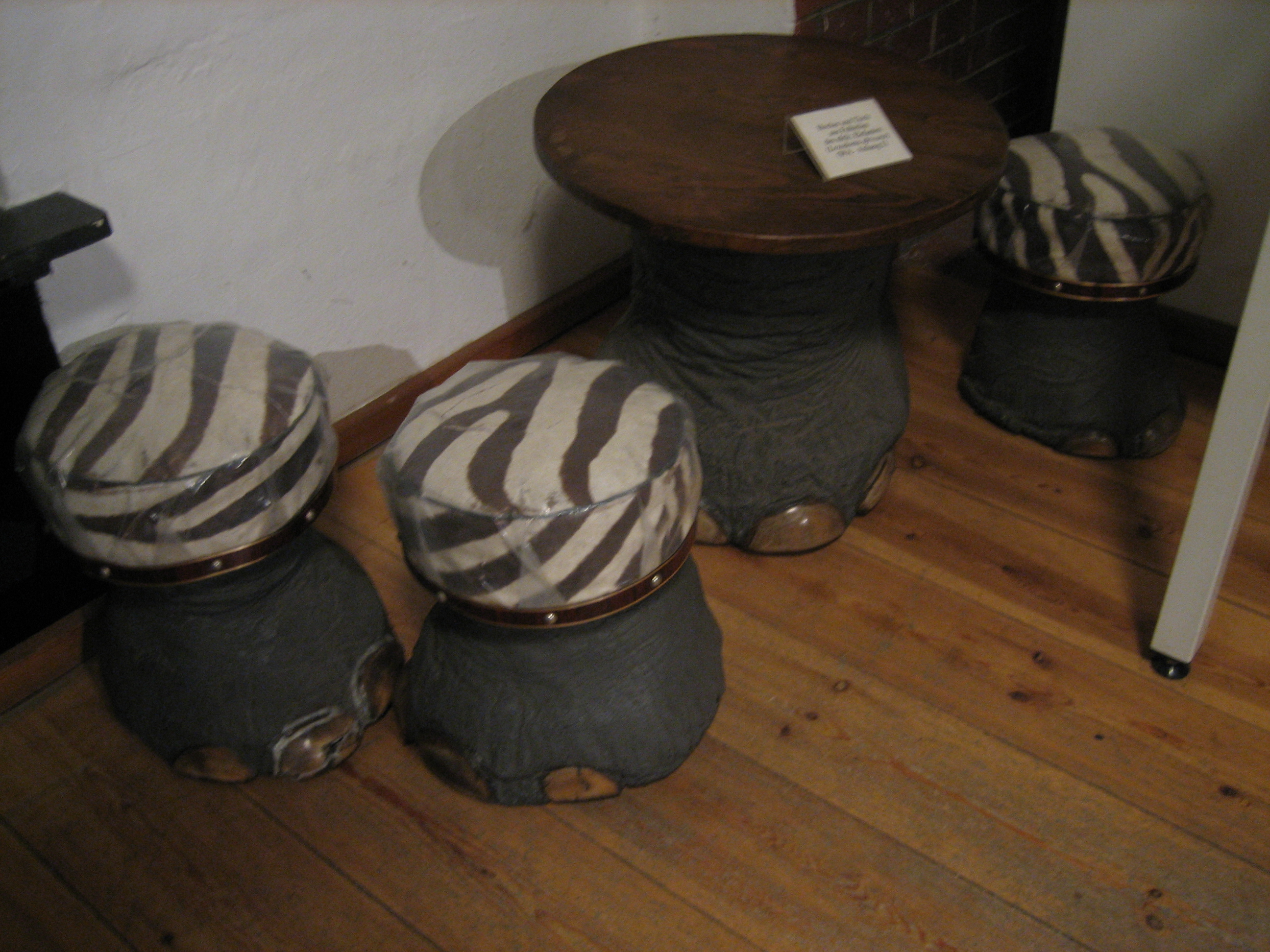
Vom Zoll beschlagnahmte Elefantenfüße im Deutschen Zollmuseum Hamburg

Das Übereinkommen regelt den Handel mit geschützten Tier- und Pflanzenarten. Die Arten, die geschützt werden, sind, trotz des Namens und des Ursprunges der Konvention, unabhängig von der Roten Liste der IUCN. Die Liste der geschützten Arten ist in den Anhängen der Konvention zu finden und wird von den Mitgliedstaaten auf den Vertragsstaatenkonferenzen bestimmt.
Im Januar 2025 beinhaltete das Abkommen die wild lebenden Vertreter von insgesamt 6.600 Tierarten und 34.300 Pflanzenarten. Der internationale Handel mit toten oder lebendigen Individuen dieser Spezies, sowie deren Teilen, ist, in Abhängigkeit vom entsprechenden Anhang (I, II, III) und den dort genannten Bemerkungen, geregelt. Zu den Produkten, die durch die Tötung der Tiere oder Pflanzen gewonnen werden, zählen Elfenbein, Kaviar, Arzneimittel (insbesondere in der Traditionellen chinesischen Medizin) oder präparierte Exemplare. Je nach Anhang sind Ausfuhr- oder Einfuhrgenehmigungen notwendig, die bestimmte Anforderungen erfüllen müssen.

### Anhänge
Für die Einhaltung des Abkommens sind die Staaten selbst zuständig, die in der Regel ihre Zollbehörden damit beauftragen u. a. Häfen und Flughäfen zu überwachen und geschmuggelte Tiere, Pflanzen oder deren Produkte beschlagnahmt. Die Tiere werden anschließend der zuständigen Naturschutzbehörde übergeben. Die strafrechtliche Verfolgung kann – zusätzlich zum Artenschutz – Anklagepunkte gegen Verstöße des Tierschutzes sowie der Transportbestimmungen beinhalten.

#### Anhang I
Die Regelungen für Anhang I sind in Artikel III der Konvention festgehalten. Für diese, stark vom globalen Handel bedrohten Arten gibt es ein Verbot des kommerziellen Handels für Individuen, die aus der Wildnis kommen. Handel mit Nachzuchten oder nicht-kommerzieller Handel sind möglich, sofern keine Gefährdung für den Fortbestand der Art besteht und nationale Gesetze eingehalten werden. Es sind Ausfuhr- und Einfuhrgenehmigungen notwendig. Zu den gelisteten Arten gehören z. B. alle Walarten, alle Meeresschildkröten, einige Affenarten, einige Bären- und Katzenarten, bestimmte Papageien, Greifvögel, Eulen und Kraniche, verschiedene Landschildkrötenarten und Krokodile, mehrere Schlangenarten sowie verschiedene Kakteen- und Orchideenarten.

#### Anhang II
Die Regelungen für Anhang II sind in Artikel IV der Konvention festgehalten. Bei den in Anhang II gelisteten Arten ist ein kommerzieller, internationaler Handel erst nach einer Unbedenklichkeitsprüfung des Ausfuhrstaates möglich. Vorher muss nachgewiesen werden, dass der Handel den Fortbestand der Art nicht gefährdet. Die zuständige Behörde muss in solchen Fällen ein Monitoring durchführen und Maßnahmen beschließen, die eine nachhaltige Nutzung ermöglichen, bevor die verpflichtende Ausfuhrgenehmigung erstellt wird.
Zu den gelisteten Arten gehören u. a. alle Affen, Bären und Katzen, sowie Reptilien, einschließlich sämtlicher Landschildkröten und Warane, zahlreicher Krokodile und Schlangen. Neben bekannteren Tierarten, wie Greifvögeln, sind auch weniger bekannte Fisch- und Gliederfüßerarten gelistet, die als Haustiere in Aquarien und Terrarien gehalten, verzehrt, als Schädlinge verfolgt oder als Zutaten für Arzneimittel verwendet werden. Außerdem werden im Anhang II alle Orchideen, zahlreiche Kakteen und weitere Pflanzen aufgeführt, die nicht schon im Rahmen von Anhang I geschützt werden.

#### Anhang III
Die Regelungen für Anhang III sind in Artikel V der Konvention festgehalten. Die entsprechenden Arten werden in Kombination mit einem Land gelistet. Nur das genannte Land kann die Art in den Anhang III aufnehmen, dazu ist keine Entscheidung der Vertragsstaatenkonferenz notwendig. Individuen oder entsprechende Produkte aus dem genannten Land benötigen eine Ausfuhrgenehmigung, aus anderen Ländern ist ein Herkunftszertifikat notwendig.

### Vorbehalte
Jeder Mitgliedsstaat kann die Listung einzelner Arten ablehnen und einen Vorbehalt anmelden, die Listung oder Dokumentpflicht ist dann für diesen Staat nicht gültig. Ein Vorbehalt kann jederzeit zurückgezogen werden. Für die Anmeldung von Vorbehalten gibt es vor allem drei Gründe: politischer Unwille auf Grund von wirtschaftlichen Interessen, Ablehnung der biologischen Grundlagen (Nicht-Erfüllung der Kriterien) und mehr Zeit, um die rechtlichen Vorgaben umzusetzen. So hat Kanada nach der Vertragsstaatenkonferenz 2013 einen Vorbehalt gegen alle neuen Listungen eingelegt, um mehr Zeit zu haben, diese in nationales Recht umzusetzen.

### Verhältnis zu anderen Konventionen
CITES greift nicht in die Verpflichtungen von Staaten ein, die durch andere Konventionen entstehen, z. B. die CBD (Artikel XIV). Wenn möglich wird eine Zusammenarbeit mit allen relevanten Konventionen angestrebt. In der Hierarchie der Rechtsnormen ist bei internationalen Konventionen das Datum des Inkrafttretens relevant. Da das Internationale Übereinkommen zur Regelung des Walfangs älter ist, sind alle CITES-Entscheidungen im Einklang mit dieser Konvention. So kann die Vertragsstaatenkonferenz z. B. nicht das internationale Moratorium des Walfleischhandels aufheben.

## Umsetzung und Vollzug
Da CITES nicht in die Souveränität der Nationalstaaten eingreift, sind diese für Umsetzung und Vollzug verantwortlich (Artikel VIII). Das Sekretariat kann lediglich Empfehlungen aussprechen. Das Sekretariat spricht z. B. Empfehlungen für ein Handelsverbot mit CITES-relevanten Arten aus, um Staaten zur Einhaltung ihrer vertraglichen Pflichten zu bringen.
In der Europäischen Union wird CITES durch die EU-Artenschutzverordnung umgesetzt. Soweit darin teils strengere Regelungen sind, sind sie – CITES-konform – strenger. Als Verordnung gilt die Verordnung (EG) Nr. 338/97 direkt in allen EU-Mitgliedstaaten; strengere Regelungen und die Sanktionen werden aber in nationalen Bestimmungen geregelt. In Deutschland sind dies das Bundesnaturschutzgesetz und z. T. die Bundesartenschutzverordnung. In Österreich ist es das Artenhandelsgesetz (ArtHG2009).
Der nationale Vollzug des Abkommens erfolgt in einer Managementbehörde, die dem CITES-Sekretariat bekannt gegeben werden muss. In Deutschland ist dies das Bundesamt für Naturschutz, in Österreich das Bundesministerium für Klimaschutz, Umwelt, Energie, Mobilität, Innovation und Technologie und in der Schweiz das Bundesamt für Lebensmittelsicherheit und Veterinärwesen (BLV). Die Managementbehörde wird von, ebenfalls bekannt gegebenen, wissenschaftlichen Behörden unterstützt. Die Anzahl der wissenschaftlichen Behörden ist nicht begrenzt.

### Sicherstellungen

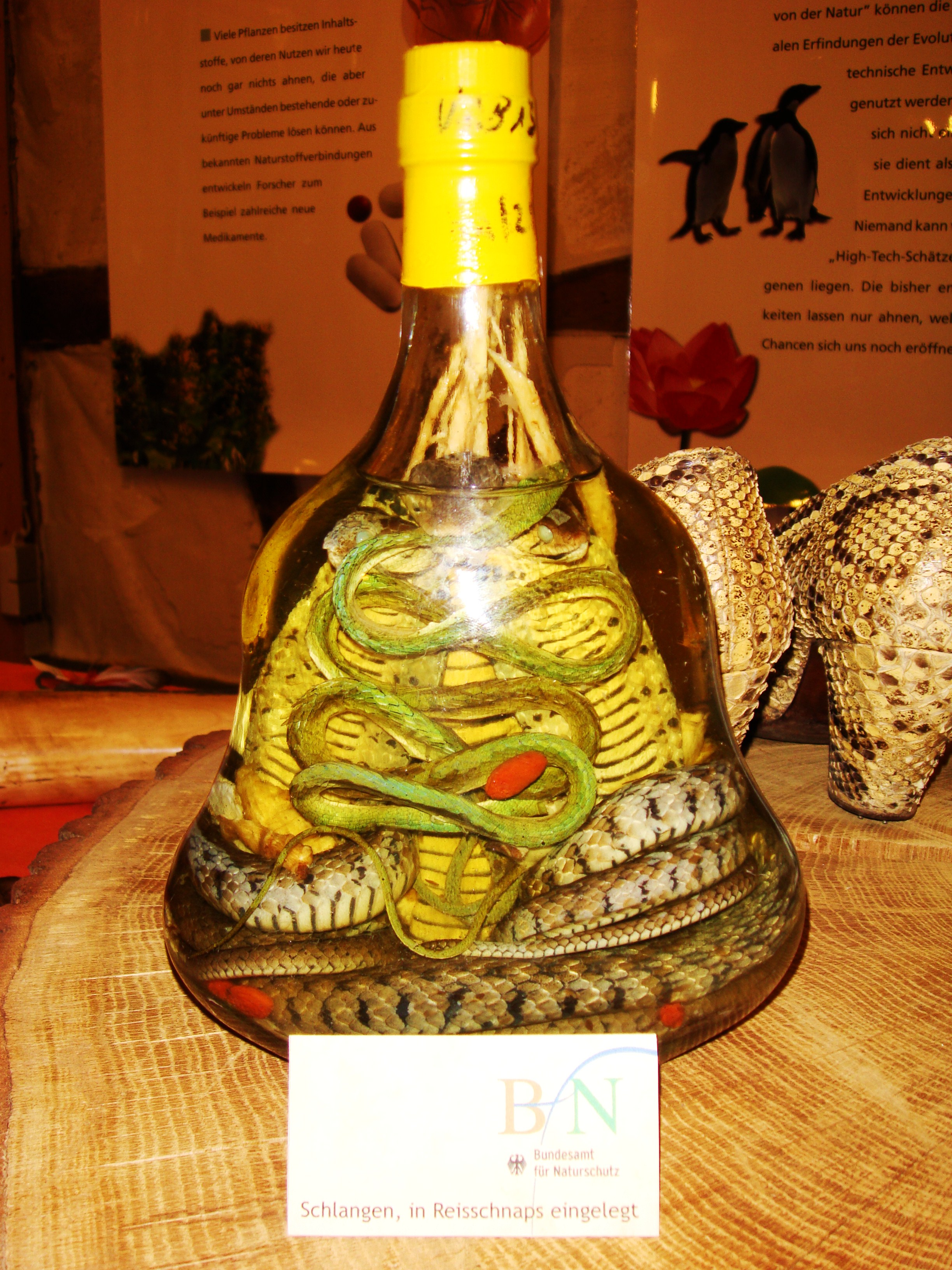
Vom Zoll beschlagnahmter Schlangenschnaps

Die Sicherstellungen erfolgen, wie bei illegalem Handel üblich, vor allem durch den Zoll. Eingezogen werden dabei alle gelisteten Arten und deren Produkte, die ohne oder mit falschen Papieren gehandelt werden. Ein Besitzer benötigt diese Genehmigungen allerdings auch im Inland, um gegebenenfalls den legalen Besitz nachweisen zu können. Hauptsächlich beschlagnahmt werden bei den Pflanzen u. a. lebende Kakteen und Orchideen sowie Medikamente, die geschützte Arten enthalten, bei Tieren unter anderem Schnecken, Muscheln, Reptilien (-leder) und Korallen.

## Vertragsstaatenkonferenz
Auf regelmäßigen Tagungen der Vertreter der Unterzeichnerstaaten (Conference of the Parties) werden die geltenden Regelungen überprüft und Anträge auf weitere Handelsregelungen diskutiert. Jeder Mitgliedsstaat hat bei den Abstimmungen eine Stimme und für eine Abstimmung ist die Anwesenheit von 50 % der akkreditierten Mitgliedsländer notwendig. Je nach Art des Antrages sind unterschiedliche Mehrheiten gültig, z. B. wird für die Änderung der Agenda eine einfache Mehrheit benötigt und für die Änderung der Anhänge eine 2/3-Mehrheit. Als Prinzip von CITES wird allerdings eine Entscheidung per Konsens angestrebt. Die Europäische Union tritt, auch schon vor ihrem offiziellen Beitritt, bei den Vertragsstaatenkonferenz als eine Einheit auf. Können sich die EU-Mitgliedsstaaten nicht auf eine gemeinsame Position (Zustimmung oder Ablehnung eines Antrages) einigen, enthalten sich alle EU-Länder bei der Abstimmung.

### 15. Tagung in Doha 2010
Zur 15. Tagung der Konferenz der Unterzeichnerstaaten (CoP15) in Doha, Katar, vom 13.–25. März 2010, kamen mehr als 2.000 Delegierte aus 175 Ländern. Die Teilnehmer konnten beim Verbot des Handels mit Blauflossen-Thunfisch bis zur Erholung der Bestände, dem Handel mit Eisbärfellen und den Schutz verschiedener Haiarten, wie Hammerhai und Dornhai, von denen einige Produkte unter den Bezeichnungen Schillerlocke, Kalbsfisch, Seeaal oder Seestör auch in Europa im Handel sind, keine Einigung erzielen. Ein Verbot des Handels mit dem Fleisch des Heringshais wurde zunächst beschlossen, am letzten Tag der Konferenz aber wieder zurückgenommen. Das Handelsverbot für Elfenbein wurde verlängert.

### 16. Tagung in Bangkok 2013
Vom 3. bis 14. März 2013 – zum 40. Jahrestag des Washingtoner Artenschutzübereinkommens – fand in Bangkok die 16. CITES-Konferenz statt, an der über 2000 Delegierte aus 177 Ländern teilnahmen. Viel beachtete Themen waren dabei unter anderem der Schutz von Elefanten und Nashörnern vor der zunehmenden Wilderei, der Schutz gefährdeter Haiarten, seltener Tropenhölzer und einiger Amphibien und Reptilien.
Die Elefanten- und Rhinowilderei nahm in den letzten Jahren mit einem Anstieg von rund 5000 % bei der Nashornwilderei, mit neuen Höchstständen bei der illegalen Jagd auf Elefanten sowie mit zunehmender Professionalisierung und Militarisierung der Wilderer bisher ungekannte Ausmaße an. Der Bestand vieler Haiarten ist insbesondere durch den wachsenden Wohlstand in einigen asiatischen Staaten bedroht, wo Haifischflossensuppe als Delikatesse und ihr Verzehr als Statussymbol gilt. Jährlich werden daher bis zu 100 Millionen Tiere gehandelt.

Die Europäische Union setzte sich auf der Konferenz der Unterzeichnerstaaten (CoP16) daher unter anderem für die Aufnahme des Heringshais in Anhang II des Abkommens ein. Der Antrag wurde gemeinsam mit den USA, Brasilien, Kolumbien und Ägypten eingereicht, die sich ihrerseits für eine Aufnahme einiger Haiarten wie dem Weißspitzen-Hochseehai, verschiedener Hammerhaiarten sowie einiger Rochenarten wie dem Mantarochen einsetzten.
Trotz des Widerstandes von China und Japan wurden Heringshai, Weißspitzen-Hochseehai, drei Hammerhaiarten und Mantas mit der notwendigen Zweidrittelmehrheit in Anhang II des Artenschutzabkommens aufgenommen. Japan und China hatten argumentiert, dass durch die Listung der illegale Handel zunehmen könnte und die Identifizierung der Arten im Handel schwierig ist.

Wie schon 2010 wurde intensiv über eine Hochlistung des Eisbären von Anhang II in Anhang I diskutiert. Die Mitgliedsstaaten kamen mehrheitlich zu dem Schluss, dass der bestehende Handel sehr gering ist und die größte Gefahr für den Fortbestand der Art der Habitatverlust und nicht der Handel ist. Die Kriterien für eine Listung in Anhang I, statt Anhang II, sind daher nicht gegeben.

Ein wichtiges Thema war die Transparenz bei Abstimmungen. Bei der Vertragsstaatenkonferenz 1994 wurde festgelegt, dass der Antrag auf eine geheime Abstimmung nur 10 Ja-Stimmen benötigt. Beide Anträge (einer von Mexiko und Chile, der andere von der EU), dies zu ändern, wurden abgelehnt. Die Befürworter der 10-Stimmen-Regel argumentieren, dies ermöglicht vor allem kleineren Staaten im Sinne der nationalen Interessen zu stimmen. Die Gegner argumentieren, dass die Regelung den Delegierten erlaubt, sich der Verantwortung gegenüber den Staatsbürgern zu entziehen.
Die auf der CoP16 erzielten Ergebnisse werden von den Beteiligten sowie von Naturschutzorganisationen insgesamt als großer Erfolg für den Artenschutz angesehen.

### 17. Tagung in Johannesburg 2016
Aufgrund der Beschlüsse 17. Konferenz der Vertragsstaaten (CoP17) wurden weitere hunderte Tier- und Pflanzenarten der Handelskontrolle eingegliedert, darunter einige Holzarten (Palisander, Bubinga, Grenadill) sowie Haie und Rochen. Einzelne Arten wurden von Anhang I in Anhang II herabgestuft (Kap-Bergzebra, einige Krokodile, Waldbison). Umgekehrt wurde der Schutz für z. B. Afrikanische Graupapageien, Afrikanischen Löwen, Gepard, Pangolin oder Nashorn verschärft. Darüber hinaus fasste die Konferenz erstmals Resolutionen und Beschlüsse zu Korruption, Cyber-Kriminalität, Strategien zur Reduzierung der Nachfrage illegal gehandelter Arten sowie zur Einbindung von Jugendlichen oder ländlicher Bevölkerung in den Artenschutz. Erstmals war die Europäische Union als stimmberechtigtes Mitglied beteiligt.

### 18. Tagung in Genf 2019

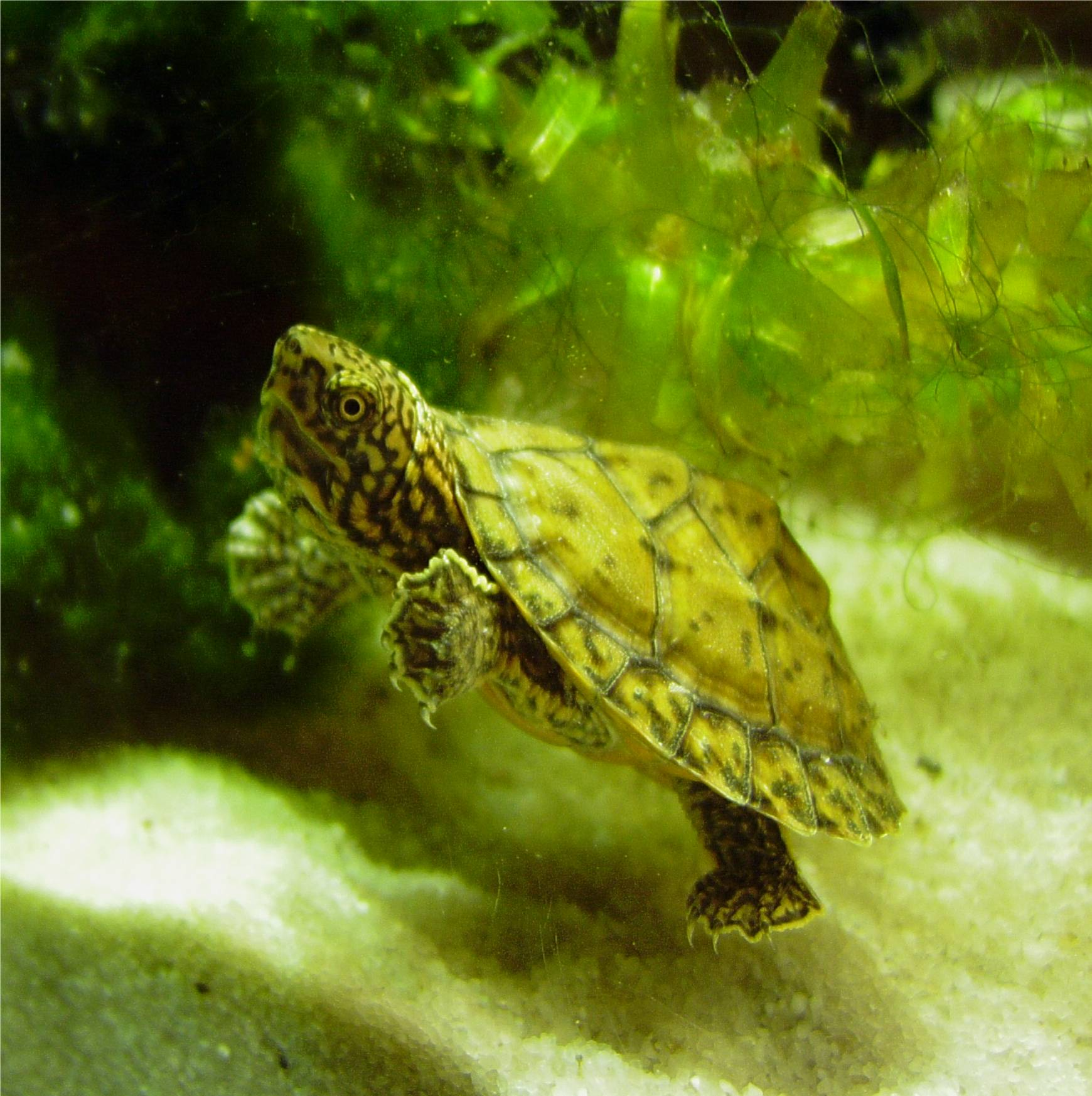
Die Gattung der Moschusschildkröten, zu denen auch die, in der Aquaristik beliebte, Kleine Moschusschildkröte zählt, wurde 2022 neu aufgenommen

Vom 17. bis 28. August 2019 fand in Genf die 18. Konferenz der Vertragsstaaten (CoP18) statt. Dabei wurde eine Arbeitsgruppe für Großkatzen mit dem Ziel der Arterhaltung ins Leben gerufen.

### 19. Tagung in Panama-Stadt 2022
In Ciudad de Panamá fand vom 14. bis 25. November 2022 die 19. Konferenz der Vertragsstaaten (CoP19) statt.
Von den 184 vertretenen Staaten hatten 170 insgesamt 2.500 Delegierte geschickt, die sich auch auf die Aufnahme von ganzen Familien und Gattungen bestimmter Arten einigten. Zu den neu ergänzten Arten, zählen neben tropischen Holzarten und der Gattung der medizinisch genutzten Rosenwurzgewächse auch kommerziell genutzte Fischarten (einschließlich des Blauhais) sowie Reptilien (z. B. die Grüne Wasseragame). Bei den Amphibien wurde die Aufnahme des Laos-Warzenmolches (Laotriton laoensis), des Lemur-Laubfrosches (Agalychnis lemur) und der Gattung der Glasfrösche in Anhang II beschlossen.
Außerdem wurde der internationalen Handel für 44 gefährdete Schildkrötenarten stark beschränkt oder verboten. Die EU hatte zunächst versucht, die Liste der zu schützenden Erd- und Klappschildkröten zu kürzen, wurde jedoch überstimmt.
Insgesamt wurden 460 Arten neu in das Abkommen aufgenommen, darunter einige, die als Heimtiere gehalten werden.

## Kritik

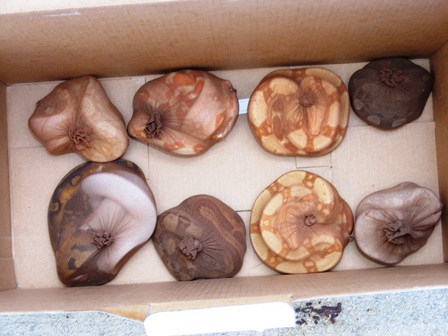
Diese Schlangen wurden 2012 vom United States Fish and Wildlife Service entdeckt und beschlagnahmt

Obwohl die Umsetzung der in CITES zusammengeführten Regelungen für die Mitgliedstaaten verbindlich ist, halten sich Vertragsstaaten nicht an die Regelungen. Besonders bekannt wurden die Ausnahmen beim Walfang, der in Japan, Norwegen und Island nach eigenen Angaben „zu wissenschaftlichen Zwecken“ weiterhin betrieben wird. Verena Diersch von der Uni Köln merkte 2016 an, dass trotz der Verschärfung der Artenschutzregelungen die Wilderei weiterhin auf dem Vormarsch sei. Kontrolle und Sanktionierung von nationaler Schutzpolitik ist für CITES nicht möglich.
Die Höhe der verhängten Bußgelder wird organisierte Schmuggler nicht abschrecken. Das Bundesamt für Naturschutz hat einige der 2022 nach CITES verhängten Strafen öffentlich gemacht. Die höchste Strafe, für 100 tote Schmetterlinge (Trogonoptera brookiana), lag lediglich bei 5.000 Euro.
Staaten, auf deren Gebiet große Wildtierpopulationen leben, forderten in der Vergangenheit partielle Lockerungen von CITES Handelsverboten. 2019 beantragten die fünf Länder des südlichen Afrikas, Angola, Botswana, Namibia, Sambia und Simbabwe das weltweite Verbot des Elfenbeinhandels für ihre Länder aufzuheben. In den Ländern leben zwei Drittel der Elefanten Afrikas. Namibia argumentierte, die Elefanten-Population in den Ländern sei gesund und wachse weiter an. Die Mehrheit der Unterzeichnerstaaten auf der CITES-Vollversammlung 2020 sprach sich jedoch gegen jede Lockerung aus.